# Neuroetologia

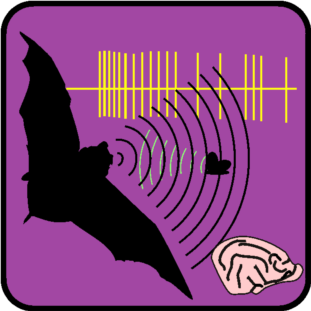
A ecolocalização em morcegos é um sistema modelo no campo da neuroetologia.

A neuroetologia é uma disciplina científica que faz uma aproximação evolutiva e comparativa ao estudo do comportamento animal e do seu controle pelo sistema nervoso.   Este ramo interdisciplinar das neurociências pretende perceber como o sistema nervoso central traduz estímulos biologicamente relevantes em comportamento natural. Por exemplo, muitos morcegos são capazes de ecolocalização, utilizada para navegação e para captura de presas. Os seus chamamentos ultrassónicos e sistemas auditivos são altamente especializados para esta função. O sistema auditivo dos morcegos é muitas vezes citado como exemplo de como as propriedades acústicas dos sons podem ser convertidos num mapa sensorial de características comportamentalmente relevantes dos sons . Os neuroetólogos pretendem descortinar os princípios gerais do sistema nervoso a partir do estudo de comportamentos exagerados ou especializados.
Como o seu nome implica, a neuroetologia é um campo multidisciplinar composto pela neurobiologia e pela etologia. Um tema central da neuroetologia é o seu foco no comportamento natural. Os comportamentos naturais podem ser vistos como os comportamentos gerados através da selecção natural, em oposição a comportamentos gerados em estados patológicos ou a tarefas comportamentais que são particulares do ambiente de laboratório. Para Hutt & Hutt, avaliando as possibilidades da neuroetologia, "o progresso nas ciências comportamentais quase seguramente ocorrerá quando os registros de comportamento se fizerem simultâneamente com os registros fisiológicos" 
Segundo Monod  Pelo refinamento da funções cognitivas no homem e a abundância das interferências (aplicações) provocadas por estas, não deixam ver com clareza as funções primordiais que o cérebro desempenha na série animal (inclusive o homem). Propondo, com essa ressalva, as seguintes funções primordiais:

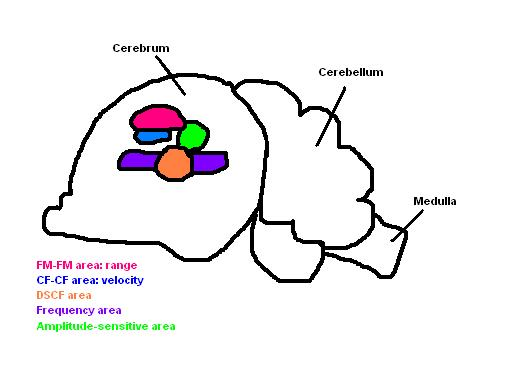
Córtex auditivo em morcegos

1. garantir o comando e a coordenação central da atividade neuromotora, sobretudo em função das aferências sensoriais;
2. conter, sob a forma de circuitos genéticamente determinados, programas de ação mais ou menos complexos; movimentá-los em função de estímulos particulares;
3. analisar, filtrar e integrar as aferências sensoriais para construir uma representação do mundo exterior adptada às performances específicas do animal;
4. registrar os acontecimentos que (considerada a gama das performances específicas) são significativos, agrupá-los em classes, segundo as relações de coincidência ou de sucessão) dos acontecimentos que as constituem; enriquecer, refinar e diversificar os programas inatos, nisso incluindo essas experiências;
5. imaginar, isto é representar e simular acontecimentos exteriores ou programas de ação do próprio animal
Observando ainda que as funções definidas pelos três primeiros itens correspondem às características do SNC de animais não classificados como superiores e as do item 5, apenas dos vertebrados superiores. 

## Nervos e órgãos sensoriais animais

Ecolocalização em golfinhos
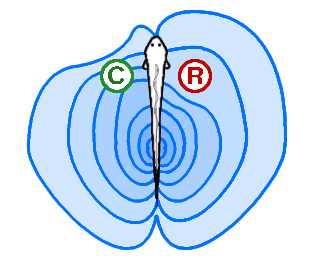
Electrolocação ativa
Linha lateral dos tubarões sensíveis à vibrações.
Receptores eletromagnéticos
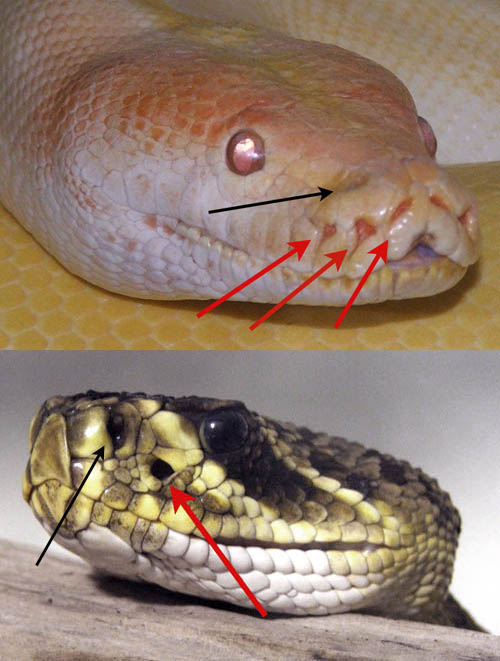
Sensores infravermelhos em serpentes (fosseta loreal)
Receptores sensoriais do Olfacto humano ou faro nos animais.
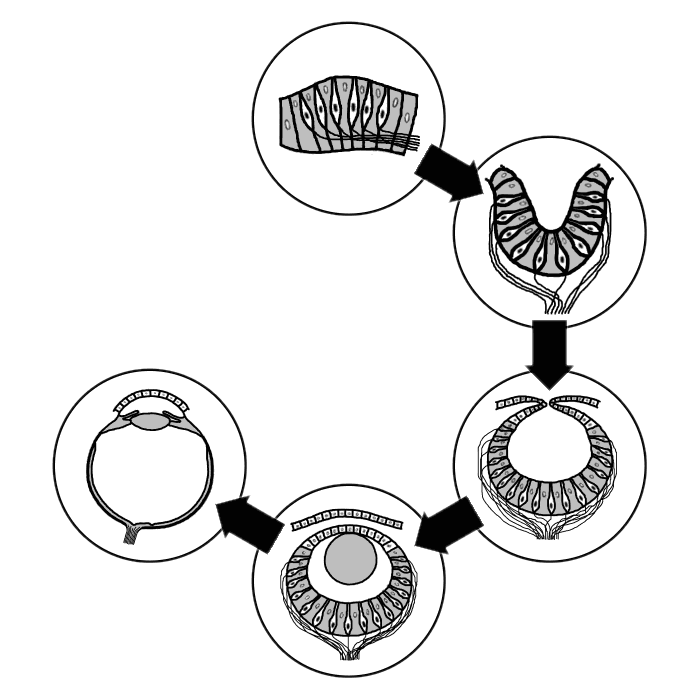
Possível evolução do olho animal
Olho composto dos insetos
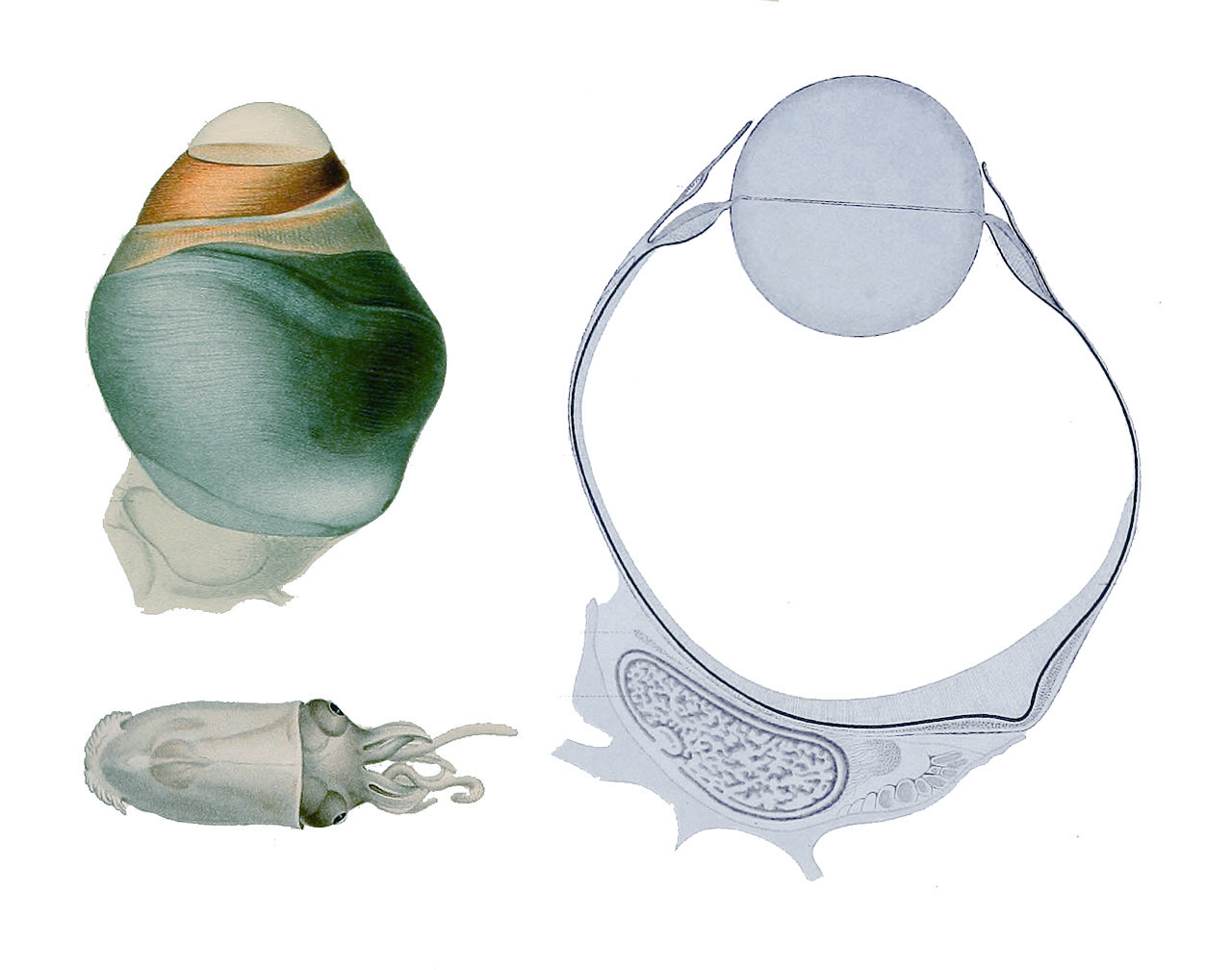
Olho do Bathyteuthis sp.
Olho adapatado à escuridão do Dolichopteryx longipes
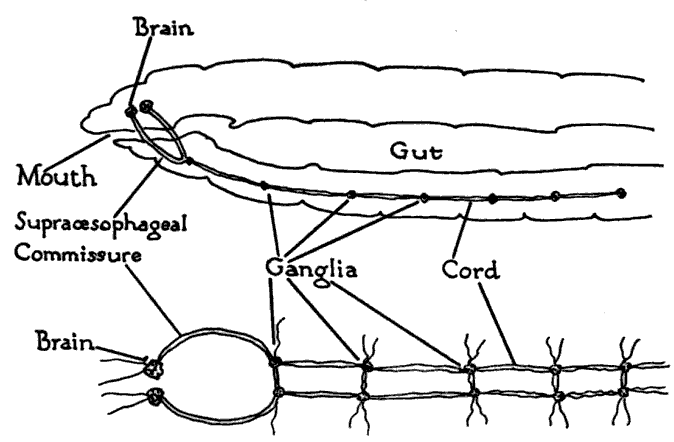
Sistema nervoso da minhoca
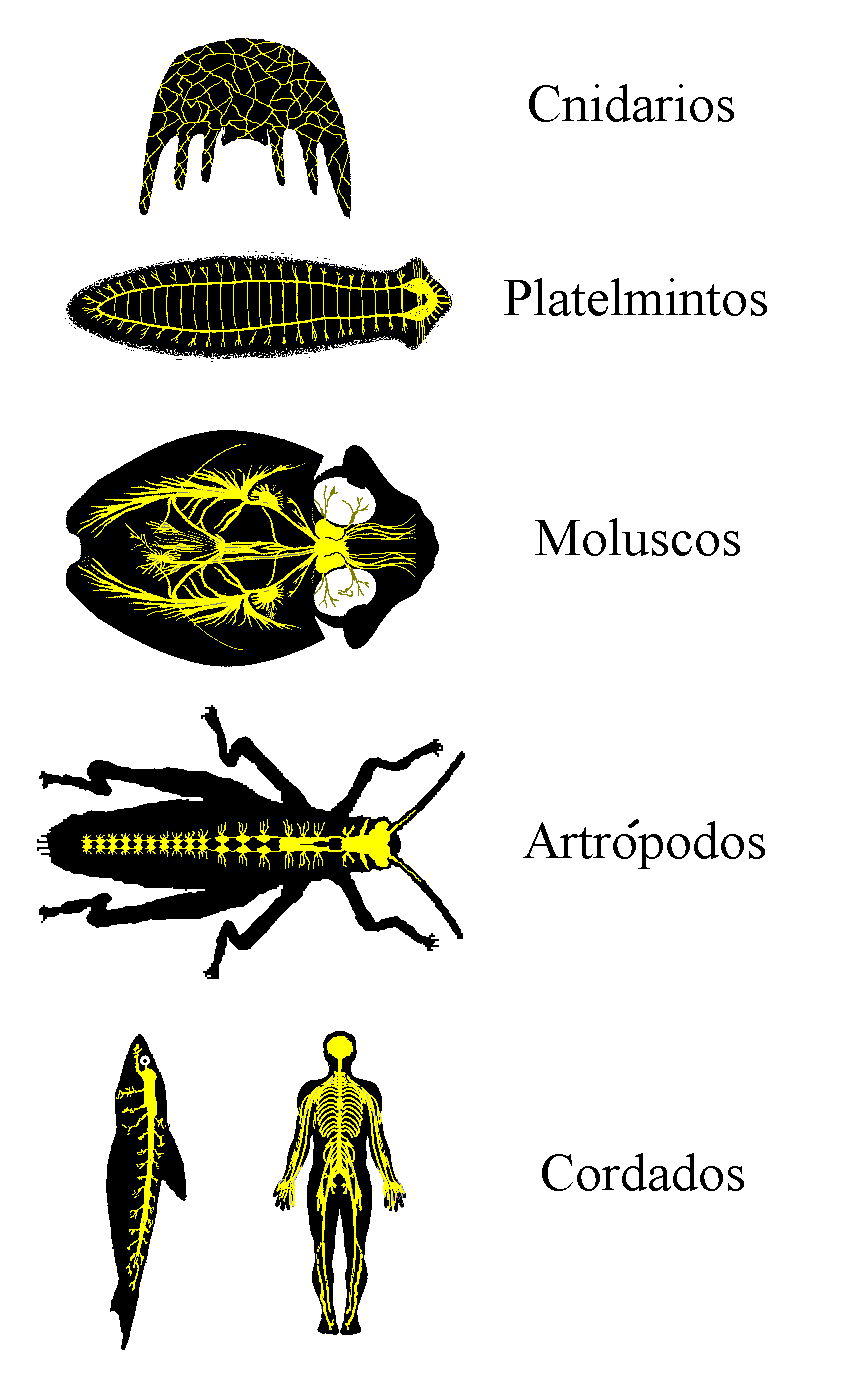
Tendência evolutiva do SN